# Collection Fischer

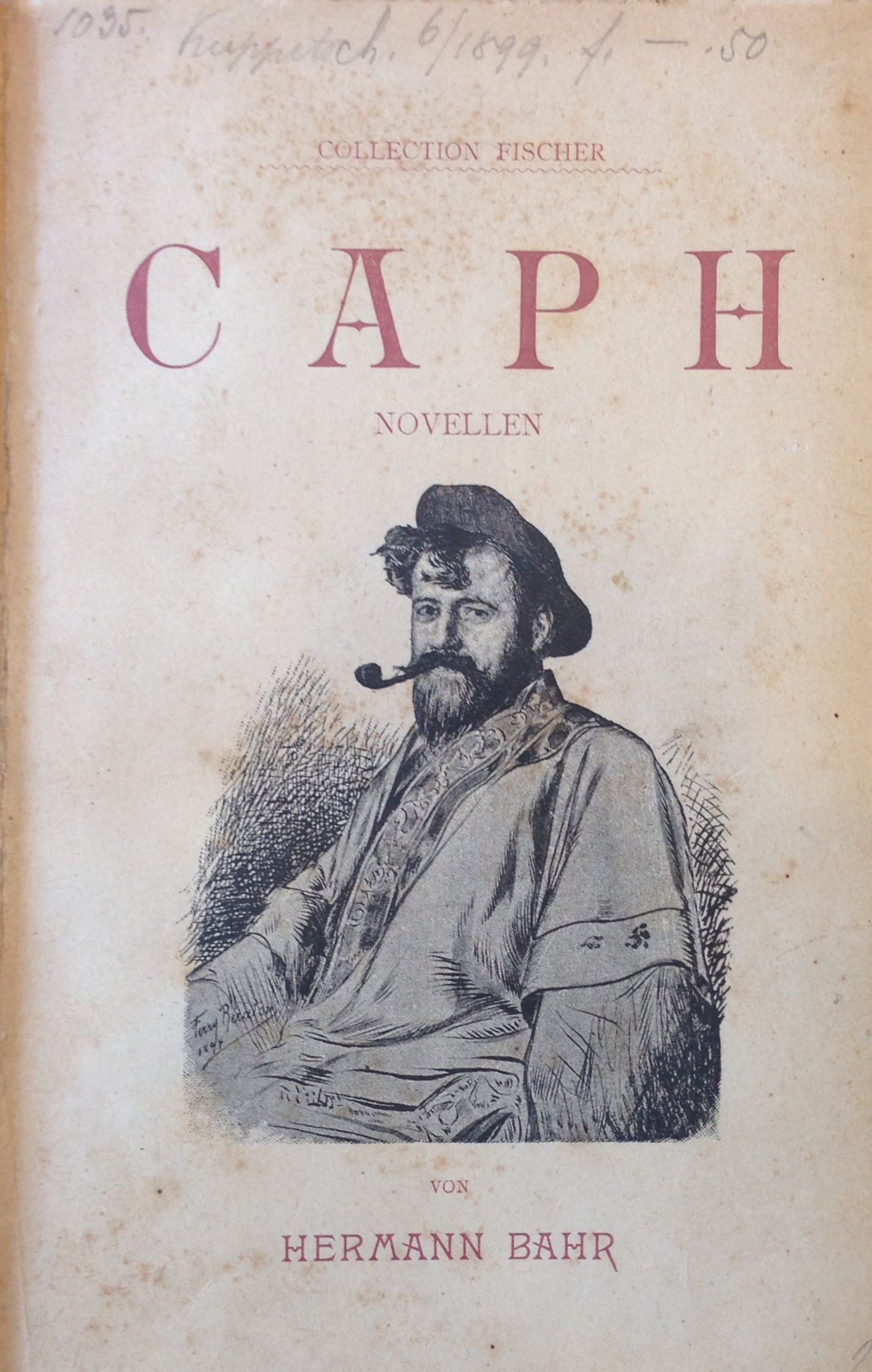
Hermann Bahr: Caph (1894)

Die Collection Fischer bezeichnet eine kostengünstige Buchreihe mit wertiger Ausstattung des S. Fischer Verlag in Berlin, die für jeden Band ein speziell angefertigtes Umschlagbild besaß. Ab 1894 erschienen die Bände in loser Folge mit zweifärbigem Druck, von 1897 bis 1899 nummeriert mit vierfarbiger Umschlaggestaltung in vermutlich neun Bänden, darunter den Erstausgaben von Thomas Mann und Peter Altenberg. Die Reihe war dabei an ähnliche Unterfangen des französischen Buchmarkts angelehnt, etwa die Collection Ollendorf und die Collection Guillaume. Mit ihrem Verkaufspreis von 2 Mark waren die fadengehefteten Bücher ohne Hardcover sehr günstig, zielten auf den Massenmarkt und stellten Vorläufer der Taschenbücher dar. Der Erfolg blieb aber aus und die Reihe wurde bald wieder eingestellt. Erst in den 1970er Jahren wurde die Reihe vom S. Fischer Verlag „wiederbelebt“.

## Erschienene Bände

### Nicht nummerierte Bände

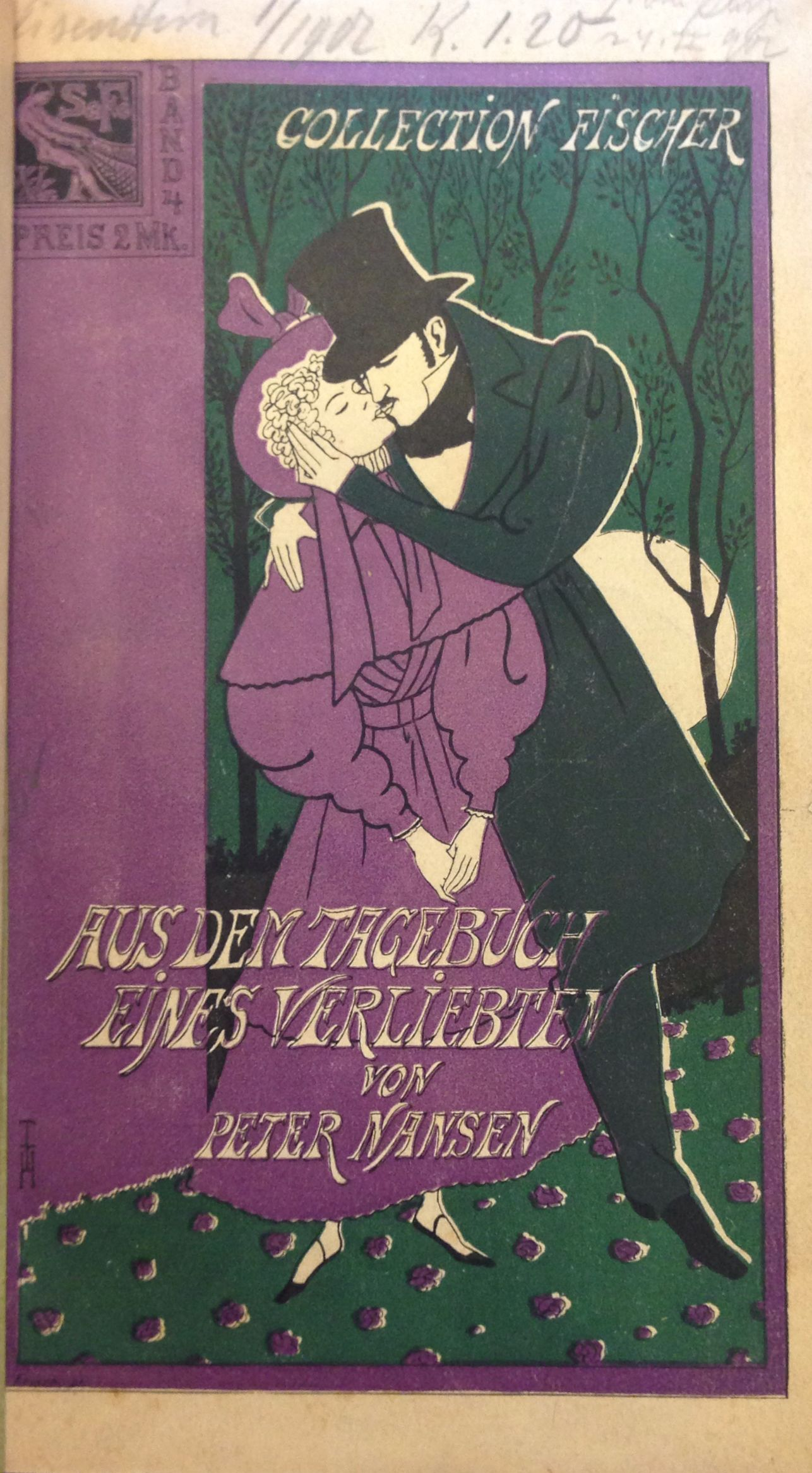
Peter Nansen: Aus dem Tagebuch eines Verliebten (1898)

Jeder Band mit illustriertem Umschlag, geheftet, 2 Mark:
- Peter Nansen: Eine glückliche Ehe. (1894)
- Hermann Bahr: Caph. Novellen. Umschlag von Ferry Bératon. (1894)
- Otto Erich Hartleben: Die Geschichte vom abgerissenen Knopfe.
- Hermann Bahr: Dora. (1893)[2]
- Peter Nansen: Maria. Ein Buch der Liebe. (1896)
- Hans Land: Die Tugendhafte. (1895)
- Otto Erich Hartleben: Vom gastfreien Pastor. Mit einer Zeichnung von Otto Langemann. (1895)
- Maria Janitschek: Vom Weibe. Charakterzeichnungen. Umschlagentwurf Otto Eckmann. (1896)
- Herman Bang: Am Wege. Roman. (1898)

### Nummerierte Bände

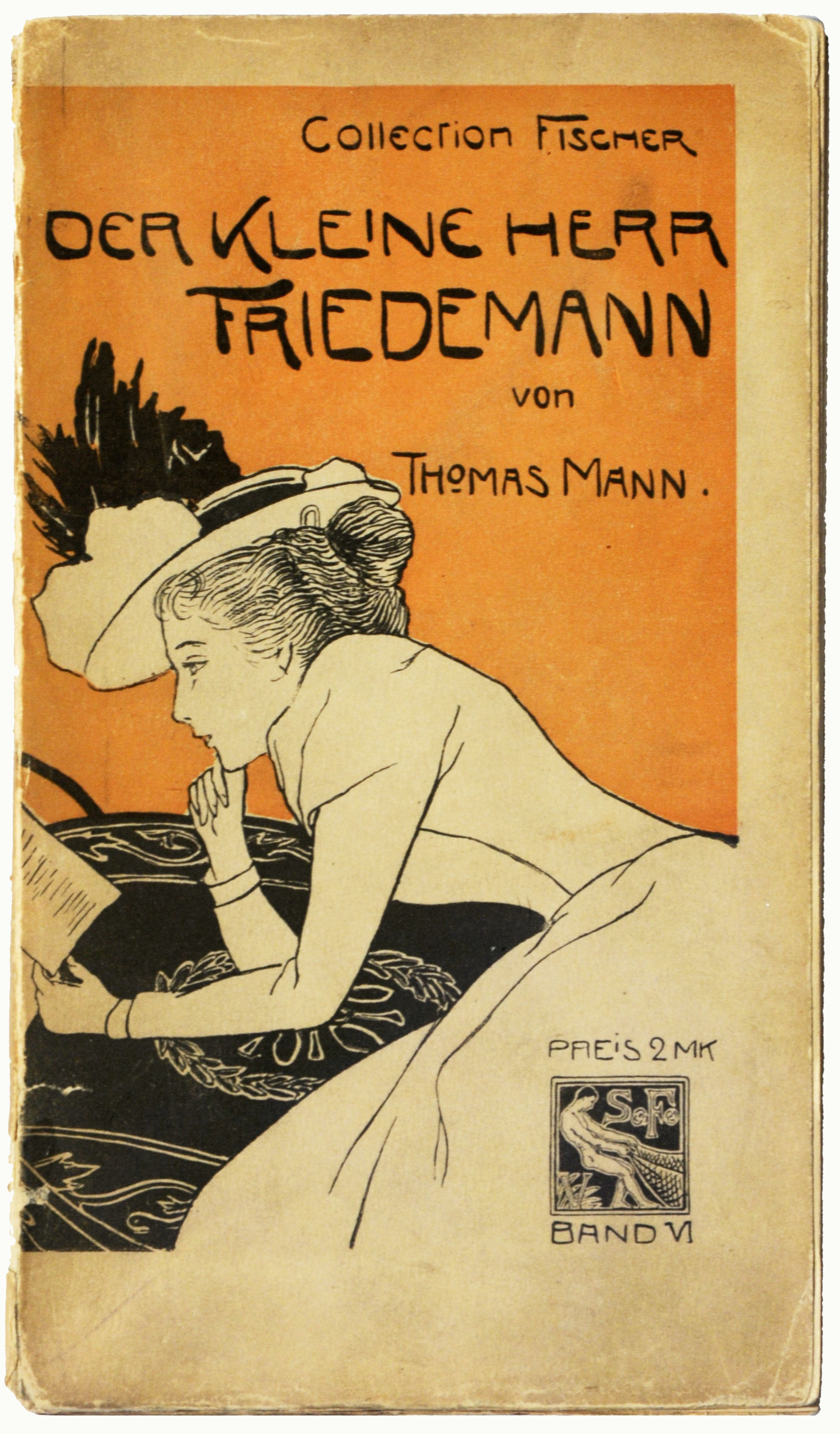
Band 6: Thomas Mann: Der kleine Herr Friedemann. Umschlag von Wilhelm Schulz. (1898)

1. Herman Bang: Die vier Teufel. (Eine excentrische Novelle. Autorisierte Übersetzung von Ernst Brausewetter (1897))
2. Peter Altenberg: Ashantee. (1897)
3. Maria Janitschek: Rauol und Irene. (1897)
4. Peter Nansen: Aus dem Tagebuch eines Verliebten. Liebeslieder und Anderes. Autorisierte Übersetzung von Mathilde Mann. Umschlagentwurf von Th. Th. Heine. (1897/98)
5. G. de Beaulieu: Sein Bruder. (1898)
6. Thomas Mann: Der kleine Herr Friedemann. Novellen. (1898)
7. Otto Erich Hartleben: Vom gastfreien Pastor (Erneut 1898)
8. Birger Mörner: Allerhöchst Pläsier. Ein Barock-Interieur. (1898)
9. Karl Gjellerup: Das Briefkuvert. Studie eines Graphologen. (1898)
10. Ernst Freiherr von Wolzogen: Das Wunderbare. Novelle. Umschlag von Walter Caspari. (1898, vordatiert auf 1899)